# Docteur Watson
Pour les articles homonymes, voir John Watson et Watson.
Le docteur Watson /ˈwat͡sən/ (John Watson, John H. Watson ou James Watson selon les romans) est un personnage de fiction créé par l'écrivain Arthur Conan Doyle. Watson est le meilleur ami du détective Sherlock Holmes et narrateur de presque toutes ses aventures, dans lesquelles il joue le plus souvent un rôle actif.

## Biographie
Une étude en rouge, premier roman de Conan Doyle mettant en scène Sherlock Holmes s'ouvre sur une brève présentation autobiographique du narrateur.

### Watson avant Holmes
Né en 1852, John H. Watson obtient en 1878 le titre de docteur en médecine (MD) à l'université de Londres. Après une spécialisation en chirurgie au Royal Victoria Military Hospital de Netley (Hampshire), il commence une carrière de médecin militaire. Il est affecté au 5e régiment des Royal Northumberland Fusiliers en Inde, puis à Kandahar en Afghanistan, mais en juillet 1880, il est blessé à l'épaule d'une balle tirée d'un mousquet lors de la funeste bataille de Maiwand pendant la seconde guerre anglo-afghane (1879-1880). Le médecin est sauvé de la mort par son ordonnance. Alors qu'il est convalescent à Peshawar, il contracte la fièvre typhoïde. Il est alors mis à la retraite, rapatrié d'urgence en Angleterre et bénéficie d'une modeste pension de « 11 shillings et six pence par jour ». Vivotant chichement dans un hôtel du Strand à Londres, il rencontre Holmes grâce à un ami commun appelé Stamford vers 1881, et décide de partager avec lui un appartement au 221B Baker Street, où leur logeuse est Mme Hudson. La première rencontre des deux protagonistes est d'ailleurs l'occasion pour Holmes de stupéfier son futur colocataire en déduisant d'emblée qu'il revient d'Afghanistan.
On apprend dans Le Signe des quatre que son père est décédé, ainsi que son frère est alcoolique.

### Watson et Holmes
Dans Le Signe des quatre, vers 1887, il se marie et prend une clientèle (sujette à de nombreux abandons quand Watson suit Holmes dans une de ses aventures). Durant la mort présumée de Holmes, entre 1891 et 1894, il devient veuf (sans qu'on sache exactement ce qu'il est advenu de son épouse Mary Morstan). Au retour de Holmes, il retourne à Baker Street et cesse à nouveau son activité de médecin jusque vers 1903, où il reprend une clientèle.
Dans les aventures de Sherlock Holmes, Watson joue le rôle du narrateur, par les yeux duquel le lecteur découvre l'affaire sous son aspect le plus mystérieux, avant que le détective consultant ne s'explique à grand renfort de procédés dramatiques.
Si sa contribution effective aux enquêtes est assez modeste, Watson est néanmoins l'âme de la saga holmésienne. Son humanité sert de contrepoids à l'apparente sécheresse de Holmes, autant pour le lecteur que vis-à-vis des clients du détective, celui-ci prenant rarement en compte l'angoisse dans laquelle se trouvent les personnes venant solliciter ses services. Cependant, Watson n'est pas un simple faire-valoir, mais bel et bien un ami précieux pour le détective, sujet à des phases de mélancolie profonde et des habitudes néfastes incluant une solution de cocaïne à sept pour cent ou des jours entiers de jeûne et de veille pour résoudre une enquête. Watson se décrit lui-même comme « l'ami intime » de Sherlock Holmes et lui porte une grande affection, que l'inquiétude de Holmes, dans l'aventure des Trois Garridebs, nous prouve réciproque.
« Pour moi, les histoires de Sherlock Holmes sont à propos d'une grande amitié. Sans Watson, Holmes aurait bien pu finir consumé par la cocaïne […] » — Jeremy Brett, interprète de Sherlock Holmes dans la série de Granada.
Holmes le décrit une fois comme « un conducteur de lumière plutôt que comme sa source » : la perplexité de Watson et ses interrogations sur une affaire peuvent mettre son ami sur la piste de la vérité. Les deux colocataires forment ainsi un duo complémentaire.

## Caractère
Si Watson ne se décrit jamais lui-même, il transparaît de ses histoires qu'il est modeste, honnête, courageux, patient et loyal. Il a un caractère accommodant, et pardonne à son colocataire toutes ses lubies, dans la mesure où elles ne le mettent pas en danger, ainsi que ses vantardises. Bien que le détective se montre parfois condescendant à son égard, Holmes le décrit comme un bon médecin, et il se révèle souvent utile sur les scènes de crime.
Il est bien plus sociable que Holmes, fréquente un club (où il joue au billard), et est parfois un peu trop porté sur les paris. Malgré son honnêteté, il n'hésite pas à suivre son ami dans des situations illégales, comme le cambriolage de la maison d'un maître-chanteur, Charles Augustus Milverton. 
Il est aussi assez charmeur, et doit être plutôt agréable à regarder, puisqu'il confie avoir des expériences avec des femmes « des trois continents »...

## Querelle sur le prénom
La romancière britannique Dorothy L. Sayers a émis l'hypothèse que si Conan Doyle a déjà employé James au lieu de John pour nommer le docteur Watson ce serait en référence au H. de son nom qui serait pour Hamish, la variante écossaise du prénom James . La série télévisée Sherlock fait un clin d'œil à cette affirmation lors de la querelle entre Sherlock Holmes et Irène Adler lors de l'épisode Un scandale à Buckingham. Dans l'épisode Le Signe des trois de la même série, le second prénom « Hamish » est explicitement attribué à John Watson.

## Interprétations au cinéma et à la télévision
- Hubert Willis dans une série de films de 1921 à 1923
- Ian Fleming[11] dans The Triumph of Sherlock Holmes (1935)
- Fritz Odemar dans Le Chien des Baskerville (1936)
- Heinz Rühmann dans Der Mann, der Sherlock Holmes war (1937)
- Nigel Bruce, l'interprète dans 14 films aux côtés de Basil Rathbone :  
  - 1939: Le Chien des Baskerville
  - 1939: Sherlock Holmes (The Adventures of Sherlock Holmes)
  - 1942: Sherlock Holmes and the Voice of Terror
  - 1942: Sherlock Holmes et l'Arme secrète (Sherlock Holmes and the Secret Weapon),
  - 1943: Sherlock Holmes à Washington (Sherlock Holmes in Washington),
  - 1944: Sherlock Holmes et la Perle des Borgias (The Pearl of Death), de Roy William Neill
  - 1944: Sherlock Holmes et la Femme aux araignées (The Spider Woman), de Roy William Neill
  - 1945: La Femme en vert (The Woman in Green), de Roy William Neill
  - 1945: Sherlock Holmes et la maison de la peur (House of Fear), de Roy William Neill
  - 1946: Le Train de la mort (Terror by Night), de Roy William Neill
  - 1946 : Sherlock Holmes et la Clef (Dressed to Kill'), de Roy William Neill
- Paul-Edwin Roth (de)  dans une série télévisée des années 1960
- Nigel Stock dans une série télévisée des années 1960
- André Morell dans Le Chien des Baskerville (film, 1959)
- Donald Houston dans A Study in Terror (1965)
- Colin Blakely dans La Vie privée de Sherlock Holmes (1970)
- Robert Duvall dans Sherlock Holmes attaque l'Orient-Express (The Seven-Per-Cent Solution) (1976)
- Thorley Walters (en) dans Sherlock Holmes und das Halsband des Todes (1962)
- James Mason dans Murder by Decree (1979)
- Vitali Solomin dans une série de films soviétiques (1979-1985) : Sherlock Holmes et le docteur Watson
- Alan Cox dans Le Secret de la pyramide (1985)
- Ben Kingsley dans le film Élémentaire, mon cher... Lock Holmes (Without a Clue) (1988)
- John Hillerman dans le téléfilm La Main de l'assassin (1990)
- Patrick Macnee dans les téléfilms  Incident at Victoria Falls (1991), Sherlock Holmes and the Leading Lady (1992) et Sherlock Holmes à New York (1976)
- Edward Hardwicke et David Burke dans une série télé britannique (1984-1994)
- Ian Hart dans deux téléfilms des années 2000
- Kenneth Welsh dans 4 téléfilms canadiens : Le Chien des Baskerville, Le Signe des quatre, Crime en Bohême, Le Vampire de Whitechapel
- Jude Law dans Sherlock Holmes de Guy Ritchie (2009) et sa suite Sherlock Holmes : Jeu d'ombres (2011)
- Martin Freeman dans la série Sherlock (2010)
- Peter Wingfield dans la série Sanctuary saison 1 (2007)
- Lucy Liu dans la série Elementary (depuis 2012) mais sous le nom de Joan Watson
- Andreï Panine dans la série russe Sherlock Holmes d'Andreï Kavoune (2013)
- Colin Starkey dans le film Mr. Holmes (2015)
- John C. Reilly dans le film Holmes & Watson de Etan Cohen (2018)